# Desa Sukorame (administrativ by i Indonesien, Jawa Timur, lat -7,81, long 111,98)
Desa Sukorame är en administrativ by i Indonesien.   Den ligger i provinsen Jawa Timur, i den västra delen av landet, 600 km öster om huvudstaden Jakarta.